# Robert D. LaBrutta

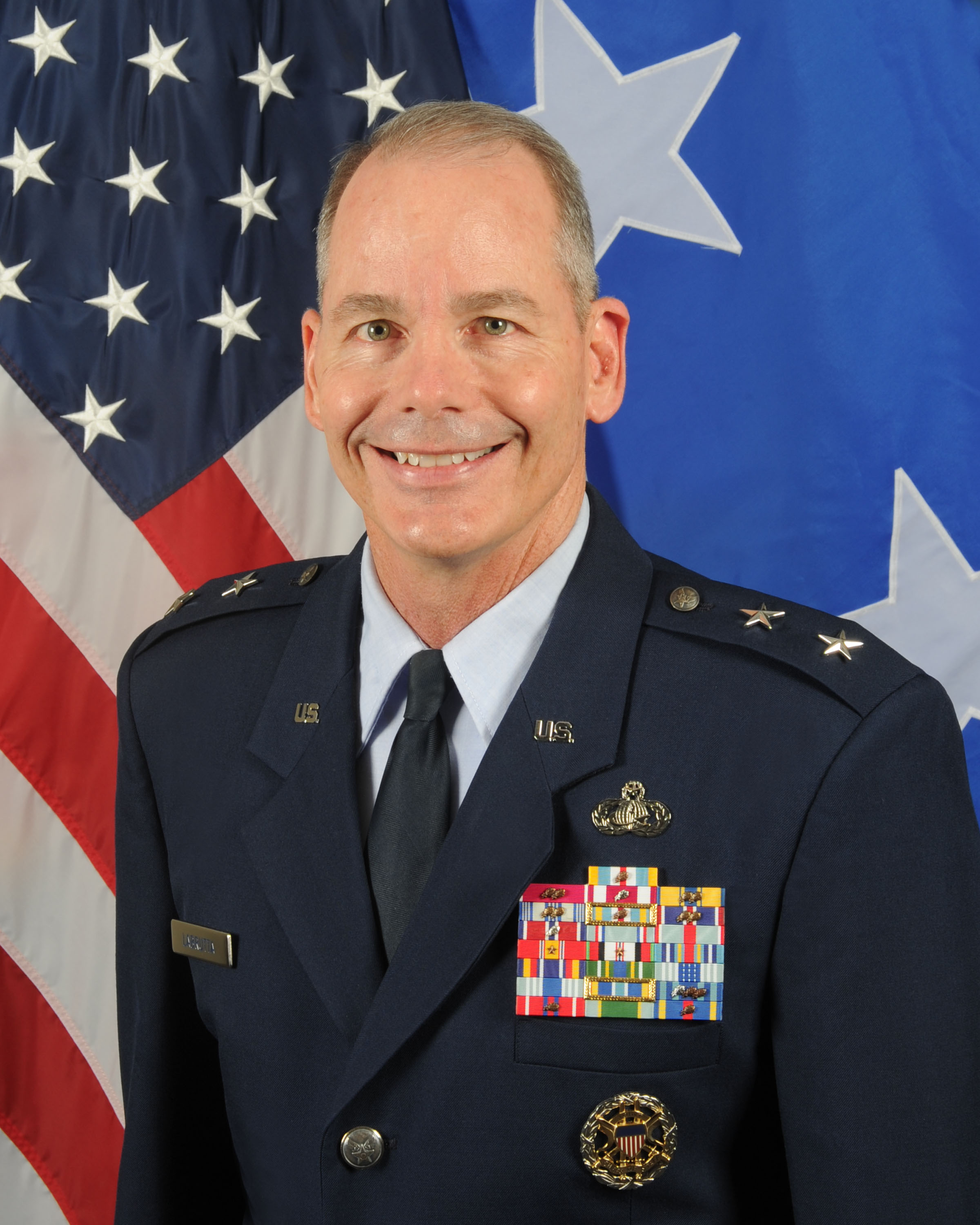
Robert D. LaBrutta (2016)

 Robert D. LaBrutta  (* um 1960) ist ein pensionierter Generalmajor der United States Air Force. Er war unter anderem Kommandeur der 2. Luftflotte.
Im Jahr 1981 trat er als einfacher Soldat in die amerikanische Luftwaffe ein. Über das ROTC-Programm der Texas State University gelangte er im Jahr 1989 in deren Offizierskorps. In dieser durchlief er anschließend alle Offiziersränge vom Leutnant bis zum Zwei-Sterne-General.
Im Lauf seiner militärischen Karriere absolvierte er verschiedene Kurse und Schulungen. Dazu gehörten unter anderem die Squadron Officer School auf der Maxwell Air Force Base in Alabama; das Naval Command and Staff College in Newport in Rhode Island; das Air War College, das sich auf der Maxwell AFB befand, und das Leadership Development Program in Greensboro in North Carolina. Außerdem erhielt er akademische Grade vom Florida Institute of Technology, der University of North Carolina at Chapel Hill und der University of Tennessee.
In seinen frühen Jahren als Offizier der Luftwaffe war er auf verschiedenen Stützpunkten stationiert. Dabei war er unter anderem im Personalwesen und/oder als Stabsoffizier bei unterschiedlichen Einheiten tätig. Dazwischen absolvierte er die erwähnten Schulungen. Zwischen Mai 1997 und April 1998 war er auf der Kunsan Air Base in Südkorea stationiert. Anschließend setzte er seine Laufbahn in den Vereinigten Staaten fort.
Zwischen Juni 2007 und Oktober 2008 kommandierte Robert LaBrutta als Oberst auf der Lackland Air Force Base in Texas die 37th Mission Support Group. Anschließend gehörte er bis zum Juni 2010 als Director of Manpower, Personnel and Services dem Stab des Air Combat Commands (ACC) an, das auf der Langley Air Force Base in Virginia ansässig ist. Es folgte eine Versetzung zur Tinker Air Force Base in Oklahoma, wo er zwischen Juni 2010 und Januar 2012 das 72. Basisgeschwader (72nd Air Base Wing) kommandierte.
Sein nächster Auftrag führte LaBrutta zur MacDill Air Force Base in Florida. Dort gehörte er bis zum Mai 2013 der Stabsabteilung für Personal beim United States Central Command an. Danach erhielt er auf der Joint Base San Antonio in Texas den Oberbefehl über das 502. Basisgeschwader (502nd Air Base Wing) den er zwischen Mai 2013 und August 2016 innehatte.
Am 26. August 2016 übernahm Robert LaBrutta auf der Keesler Air Force Base in Mississippi als Nachfolger von Mark Anthony Brown das Kommando über die 2. Luftflotte. Dieses Amt bekleidete er bis zum 23. August 2017, als er von Timothy J. Leahy abgelöst wurde. Anschließend wurde er zur Stabsabteilung für Personal im Hauptquartier der Air Force versetzt. Dort leitete er bis zu seiner Pensionierung im Juni 2019 eine Unterabteilung (Director, Military Force Management Policy).

## Daten der Beförderungen
| Abzeichen | Rang               | Jahr           |
| --------- | ------------------ | -------------- |
|           | Second Lieutenant  | 14. Mai 1989   |
|           | First Lieutenant   | 9. Juni 1991   |
|           | Captain            | 9. Juni 1993   |
|           | Major              | 1. Juli 1999   |
|           | Lieutenant Colonel | 1. März 2003   |
|           | Colonel            | 1. Januar 2007 |
|           | Brigadier General  | 2. August 2013 |
|           | Major General      | 2016           |

## Orden und Auszeichnungen
Robert LaBrutta erhielt im Lauf seiner militärischen Laufbahn unter anderem folgende Auszeichnungen:
- Air Force Distinguished Service Medal
- Defense Superior Service Medal
- Legion of Merit
- Meritorious Service Medal
- Air Force Commendation Medal
- Air Force Achievement Medal
- National Defense Service Medal
- Afghanistan Campaign Medal
- Global War on Terrorism Expeditionary Medal
- Global War on Terrorism Service Medal
- Korean Defense Service Medal